# 15566 Elizabethbaker
15566 Elizabethbaker eller 2000 GD50 är en asteroid i huvudbältet som upptäcktes den 5 april 2000 av LINEAR i Socorro County, New Mexico. Den är uppkallad efter Elizabeth A. Baker.